# 萊拉·喬罕
萊拉·喬罕（1958年5月6日—），巴基斯坦女外交官及現任巴基斯坦駐澳大利亚高级专员。她是一名多語者，精通英語、乌尔都语、孟加拉语、旁遮普语、波斯语、西班牙语和法语。
除此之外，喬罕亦是一名艺术家和女性权利活动家。她已婚，丈夫Musa Javed Chohan亦是一名外交官。